# Elezioni presidenziali in Russia del 1996
Le elezioni presidenziali in Russia del 1996 si tennero il 16 giugno (primo turno) e il 3 luglio (secondo turno). Ebbero accesso al ballottaggio il Presidente uscente Boris Nikolaevič El'cin e lo sfidante leader del Partito Comunista Gennadij Zjuganov. El'cin è risultato vincitore con il 54% dei voti validi, tuttavia non sono mancati forti critiche sia in Russia che all'estero sulla possibilità di frodi elettorali a favore del presidente uscente e dell'interferenza degli Stati Uniti a favore di quest'ultimo.

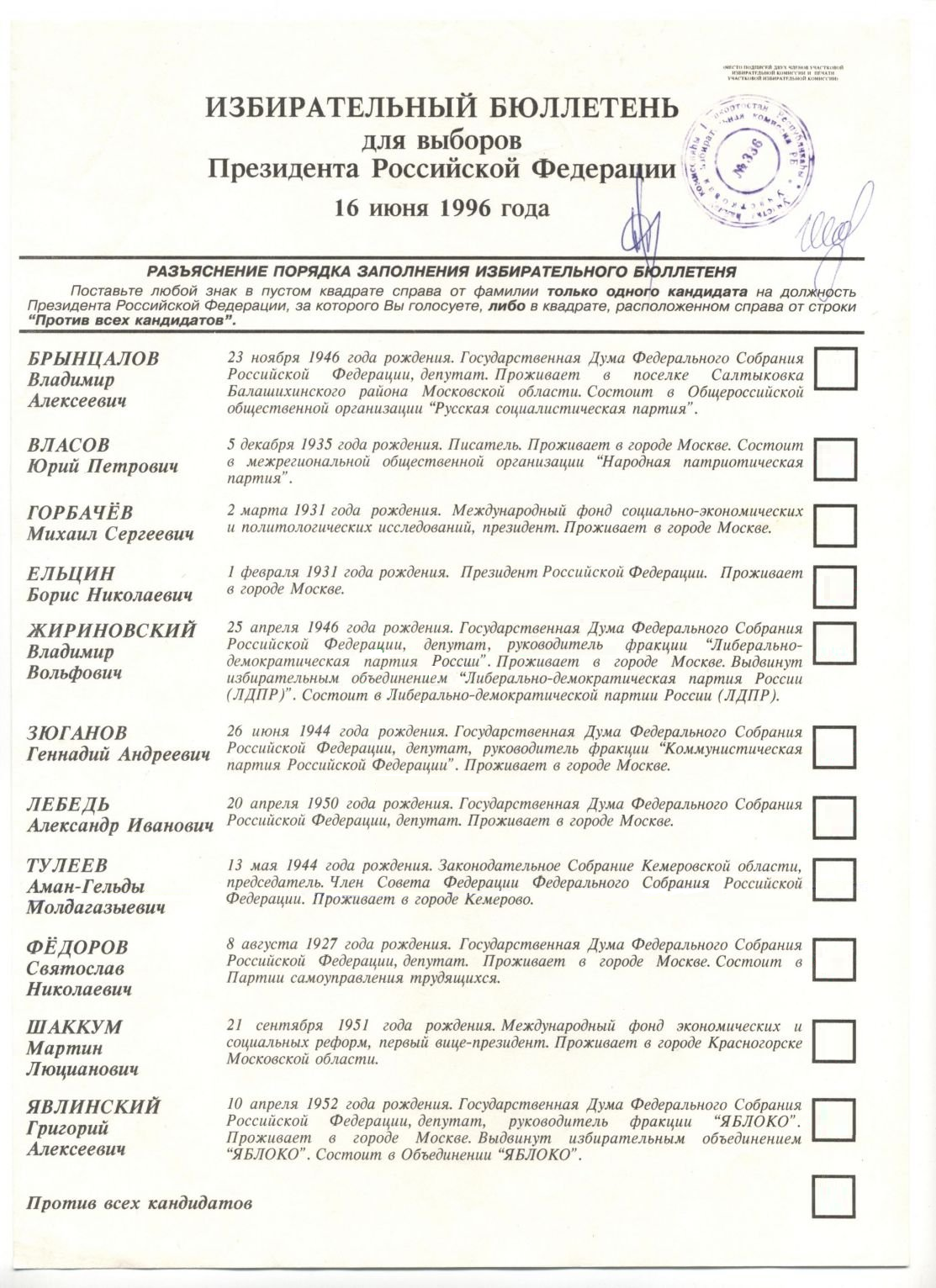
Scheda elettorale (I turno)

## Risultati
| Boris Nikolaevič El'cin | Indipendente                              | 26 665 495  | 35,28 | 40 203 948  | 53,83 |  |  |  |
| Gennadij Zjuganov       | Partito Comunista della Federazione Russa | 24 211 686  | 32,03 | 30 102 288  | 40,30 |  |  |  |
| Aleksandr Lebed'        | Congresso dei Popoli Russi                | 10 974 736  | 14,52 |             |       |  |  |  |
| Grigorij Javlinskij     | Jabloko                                   | 5 550 752   | 7,34  |             |       |  |  |  |
| Vladimir Žirinovskij    | Partito Liberal-Democratico di Russia     | 4 311 479   | 5,70  |             |       |  |  |  |
| Svjatoslav Fëdorov      | Autogoverno dei lavoratori                | 699 158     | 0,92  |             |       |  |  |  |
| Michail Gorbačëv        | Indipendente                              | 386 069     | 0,51  |             |       |  |  |  |
| Martin Šakkum           | Indipendente                              | 277 068     | 0,37  |             |       |  |  |  |
| Jurij Vlasov            | Indipendente                              | 151 282     | 0,20  |             |       |  |  |  |
| Vladimir Bryncalov      | Partito Socialista                        | 123 065     | 0,16  |             |       |  |  |  |
| Aman Tuleev             | -                                         | 308         | 0,00  |             |       |  |  |  |
| Nessuno dei candidati   | Nessuno dei candidati                     | 1 163 921   | 1,54  | 3 604 462   | 4,83  |  |  |  |
| Voti non validi         | Voti non validi                           | 1 072 120   | 1,42  | 780 592     | 1,05  |  |  |  |
| Totale                  | Totale                                    | 75 587 139  | 100   | 74 691 290  | 100   |  |  |  |
|                         |                                           |             |       |             |       |  |  |  |
| Elettori                | Elettori                                  | 108 495 023 |       | 108 589 050 |       |  |  |  |